# チャ・インハ
チャ・インハ（韓国語：차인하、1992年7月15日 - 2019年12月3日）は大韓民国の俳優である。2019年12月3日に自宅で亡くなった。

## 出演

### ドラマ
- 愛の温度（2017年、SBS）- キム・ハソン役
- 推理の女王2（2018年、KBS2）- デユン役
- 油っこいロマンス（2018年、SBS）- ポン・チス役
- キミはロボット（2018年、KBS2）- ファン・ジヨン役
- とにかくアツく掃除しろ! 〜恋した彼は潔癖王子!?〜（2018年、JTBC）- ファン・ジェミン役[2]
- ザ・バンカー（2019年、MBC）- ムン・ホンジュ役[3]
- 欠点ある人間たち（2019年、MBC）- チュ・ウォンソク役[4]